# Мікшунештій-Моаре
Мікшунештій-Моаре (рум. Micșuneștii-Moară) — село у повіті Ілфов в Румунії. Входить до складу комуни Нуч.
Село розташоване на відстані 34 км на північний схід від Бухареста, 120 км на південний схід від Брашова.

## Населення
За даними перепису населення 2002 року у селі проживали 457 осіб. Усі жителі села рідною мовою назвали румунську.
Національний склад населення села:
| Національність | Кількість осіб | Відсоток |
| -------------- | -------------- | -------- |
| румуни         | 450            | 98,5%    |
| цигани         | 7              | 1,5%     |